# Onderdijk
Onderdijk est un village de la commune néerlandaise de Medemblik, dans la province de la Hollande-Septentrionale. Le 1er janvier 2004, le village comptait 1 600 habitants.
Avant le 1er janvier 2011, Onderdijk faisait partie de la commune de Wervershoof.